# École combinée d'artillerie et du génie

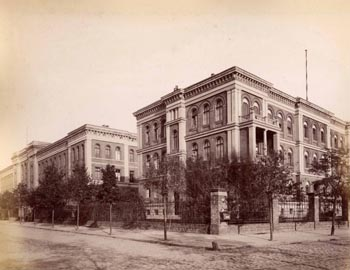
Les bâtiments occupés en 1876 sur Hardenbergstraße à Charlottenbourg.

L'École combinée d'artillerie et du génie est un établissement de formation fondé le 4 novembre 1816 et existant séparément jusqu'en 1907 pour les officiers de l'artillerie et les troupes du génie de l'armée prussienne à Charlottenbourg près de Berlin. Elle est considérée comme l'une des institutions précurseurs de l'université technique actuelle de Berlin.

## Emplacement
L'adresse principale d'origine de l'école est au 14, Unter den Linden. Selon les plans de Karl Friedrich Schinkel, l'école obtient un nouveau bâtiment principal en 1823 au croisement du 74 Unter den Linden et de la Wilhelmstraße et de nouveau en 1876 au 32A Hardenbergstraße / 87 Fasanenstrasse (de) en face de la pépinière royale.

## Fondation
Avant la fondation de l'école militaire prussienne, les troupes d'artillerie et du génie sont formées dans des écoles séparées. Les artilleurs sont formés à l'école d'artillerie de Hanovre (de) et la demande initiale pour la création d'un centre de formation pour les officiers du génie est faite par le lieutenant-colonel Georg Josua du Plat (de), chef du génie du Hanovre, sur la base des expériences de la guerre de Sept Ans, dans lequel le corps, constitué en 1729 comme un corps d'armée s'est avéré « vétuste » et insuffisamment entraîné.
Auparavant, les officiers du génie des troupes sont formés techniquement par des officiers d'artillerie sélectionnés, des officiers d'autres branches de service, ainsi que par des experts civils nationaux et étrangers. Les modèles de l'académie royale du génie de Potsdam en 1788 sont notamment l'École nationale des ponts et chaussées à Paris, l'École royale du génie de Mézières et les écoles d'artillerie des brigades d'artillerie françaises. L'académie prussienne du génie est née principalement à cause de la guerre contre la France à la fin du XVIIIe siècle mais ne dépasse pas le stade expérimental et est finalement dissous en 1803 .

## Formation
Le rétablissement de l'École combinée d'artillerie et d'ingénierie à Berlin est promu en 1816 principalement par le chef du corps du génie et inspecteur général des forteresses prussiennes, le lieutenant-général Gustav von Rauch. Rauch reçoit le soutien du chef de l'artillerie prussienne, le prince Auguste de Prusse. La formation des lieutenants, qui ont déjà étudiés aux écoles de guerre et effectué ensuite un stage de deux à trois ans dans la troupe, se déroule désormais en cours d'un an. La formation se termine par la réussite de l'examen final et l'attribution de l'examen.
Le contenu d'apprentissage est de plus en plus étendu et comprend plus tard les matières d'artillerie et d'ingénierie, les mathématiques, la chimie, la physique, l'enseignement du terrain, la tactique, l'histoire de la guerre, la connaissance des chevaux, le dessin, l'anglais, le français, ainsi que des exercices de cartographie du terrain et des visites au instituts techniques d'artillerie.
La participation à la formation est volontaire pour les diplômés, mais la présence au cours est nécessaire pour réussir l'examen, d'autant plus que les promotions correspondantes sont subordonnées à la réussite des examens. Certains diplômés ont également l'occasion de visiter de grandes usines industrielles.
Alors que l'instruction des sujets intermilitaires est considérée comme unique, l'instruction conjointe des ingénieurs et des officiers d'artillerie rencontre à plusieurs reprises des critiques en raison des différents intérêts spécifiques à la branche armée. Par conséquent, les candidats officiers du génie se sont d'abord vu proposer des matières supplémentaires, à partir de 1834, leur formation est transférée à la nouvelle académie militaire. En 1907, l'école est fusionnée avec l'Académie technique militaire et continue sous son nom.

## Commandants
| Grade          | Nom                                       | Date                                |
| -------------- | ----------------------------------------- | ----------------------------------- |
| Generalmajor   | Anton Christian von Strampff (de)         | 19 décembre 1816 au 18 juin 1820    |
| Oberst         | Johann Christoph Neander von Petersheiden | 19 juin 1820 au 5 octobre 1821      |
|                | vacant                                    |                                     |
| Oberst         | Johann Philipp von Rohde (de)             | 29 octobre 1821 au 11 avril 1823    |
| Oberst         | Damm                                      | 12 avril 1823 au 25 avril 1827      |
| Oberst         | Friedrich von Loos                        | 26 avril 1827 au 1827               |
| Oberst         | Johann Christian Friedrich Liebe          | 1827 au 17 novembre 1831            |
| Oberst         | Johann Karl Plümicke (de)                 | 18 novembre 1831 au 30 janvier 1832 |
| Oberstleutnant | Karl August Wittich (de)                  | 31 janvier 1832 au 3 novembre 1851  |
| Oberst         | Moritz Karl Ernst von Prittwitz           | 4 novembre 1851 au 12 mai 1852      |
| Oberst         | Albert Lademann (de)                      | 13 mai 1852 au 15 mai 1857          |
| Oberst         | Karl Julius Kayser (de)                   | 16 mai 1857 au 2 septembre 1859     |
| Oberst         | Theodor von Troschke                      | 3 septembre 1859 au 17 avril 1865   |
| Oberst         | Hermann von Rozynski-Manger (de)          | 18 avril au 1er octobre 1865        |
| Oberstleutnant | Hermann von Kameke (de)                   | 2 octobre 1865 au 9 octobre 1866    |
| Oberstleutnant | Anton The Losen (de)                      | 10 octobre 1866 au 1er août 1867    |
| Oberst         | Adolph Sokolowski                         | 2 août 1867 au 20 avril 1868        |
| Oberst         | Julius von Dresky und Merzdorf (de)       | 21 avril 1868 au 5 avril 1872       |
| Oberstleutnant | Rudolf von Roerdansz (de)                 | 6 avril 1872 au 5 juin 1874         |
| Oberstleutnant | Karl Jacobi                               | 9 juin 1874 au 1er mai 1875         |
| Oberst         | Wilhelm Hugo Schmeltzer (de)              | 2 mai 1875 au 23 juin 1879          |
| Oberstleutnant | Emil Weinberger                           | 24 juin 1879 au 19 juin 1882        |
| Oberst         | Hermann von Burchard                      | 20 juin 1882 au 10 décembre 1884    |
| Oberst         | Friedrich Arthur Köhler (de)              | 11 décembre 1884 au 21 mars 1888    |
| Oberst         | Otto Leo                                  | 22 mars 1888 au 13 octobre 1890     |
| Oberst         | Paul von Abel                             | 14 octobre 1890 au 26 janvier 1892  |
| Oberst         | Alexander von Gentzkow (de)               | 27 janvier 1892 au 15 mars 1893     |
| Oberst         | Olivier von Hoffmann                      | 16 mars 1893 au 26 janvier 1897     |
| Oberst         | Wilhelm Brennecke                         | 27 janvier 1897 au 26 mars 1898     |
| Oberstleutnant | Bruno von Mudra                           | 27 mars 1898 au 17 avril 1899       |
| Oberstleutnant | Karl Delius                               | 18 avril 1899 au 17 mai 1901        |
| Oberst         | Hermann Seer                              | 18 mai 1901 au 20 mai 1906          |
| Oberstleutnant | Fritz Hofmeister                          | 21 mai 1906 à 1907                  |

## Membres célèbres de l'école

### Conférenciers
- Hermann Aron (de)
- Siegfried Heinrich Aronhold (de)
- Friedrich August (de)
- Wilhelm von Beetz (de)
- Karl Gustav von Berneck (de)
- Meno Burg (de)
- Rudolf Clausius
- Karl von Decker (de)
- Max Dennstedt (de)
- Otto Linné Erdmann
- Friedrich Christoph Förster
- Lazarus Fuchs
- Gotthilf Hagen
- Emil Körner (de)
- Heinrich Gustav Magnus
- Georg Ohm
- Ernst Robert Schneider (de)
- Daniel Friedrich Gottlob Teichert (de)
- Friedrich Adolf von Willisen

### Autres membres remarquables de l'école
Werner von Siemens est l'un des diplômés les plus célèbres, tout comme le créateur de l'artillerie lourde, le lieutenant-général Adolf von Deines.

## D'autres écoles d'artillerie et du génie
Une école comparable est l'École d'artillerie et du génie (de) de l'armée bavaroise à Munich fondée en 1857, et l'École d'application de l'artillerie et du génie à Metz.